# مامال
مامال، روستایی از توابع بخش نمشیر شهرستان بانه در استان کردستان ایران است.این روستا با دربر گرفته شدن توسط بلندی کوه هفتوانا و بین دو شهرستان بانه و سردشت، کوهپایه ایی بودن و از روبرو نمای رو به دشت شیدیله و کوهستان های اطراف یکی از امن ترین روستا های منطقه می باشد و بهترین جا برای دوری از هیاهوی شهری می باشد، رودخانه ی پایین دست ان در دشت معروف به (قوله کارگ_کردی) به فارسی (قارچ کوچولو) یکی از جذاب ترین جاهای گردشگری به خصوص برای کودکان می باشد

طبیعت بکر روستای مامال نیز ظرفیت گردشگری در آن پدید آورده است. این روستا از شمال به کوه «حوتوانه» و از جنوب به روستای «شیدیله» و از شرق به روستاهای سیاحومه و «آلی‌ماکان» و از غرب به روستای «نمازگاه» وصل است.
روستای سبدلو در دامنه کوه وزنه در شمال شرقی بانه واقع شده است. این روستا به‌دلیل قرارگیری در میان ارتفاعات در زمستان بادهای شدیدی را با سرمای بسیار تجربه می‌کند که شهرت فراوانی دارد. پوشش گیاهی طبیعت بکر این منطقه از دیدنی‌های آن محسوب می‌شود.

## جمعیت
این روستا در دهستان کانی سور قرار دارد و براساس سرشماری مرکز آمار ایران در سال ۱۳۸۵، جمعیت آن ۳۹۳ نفر (۸۹خانوار) بوده‌است.